# Hoeksmeer

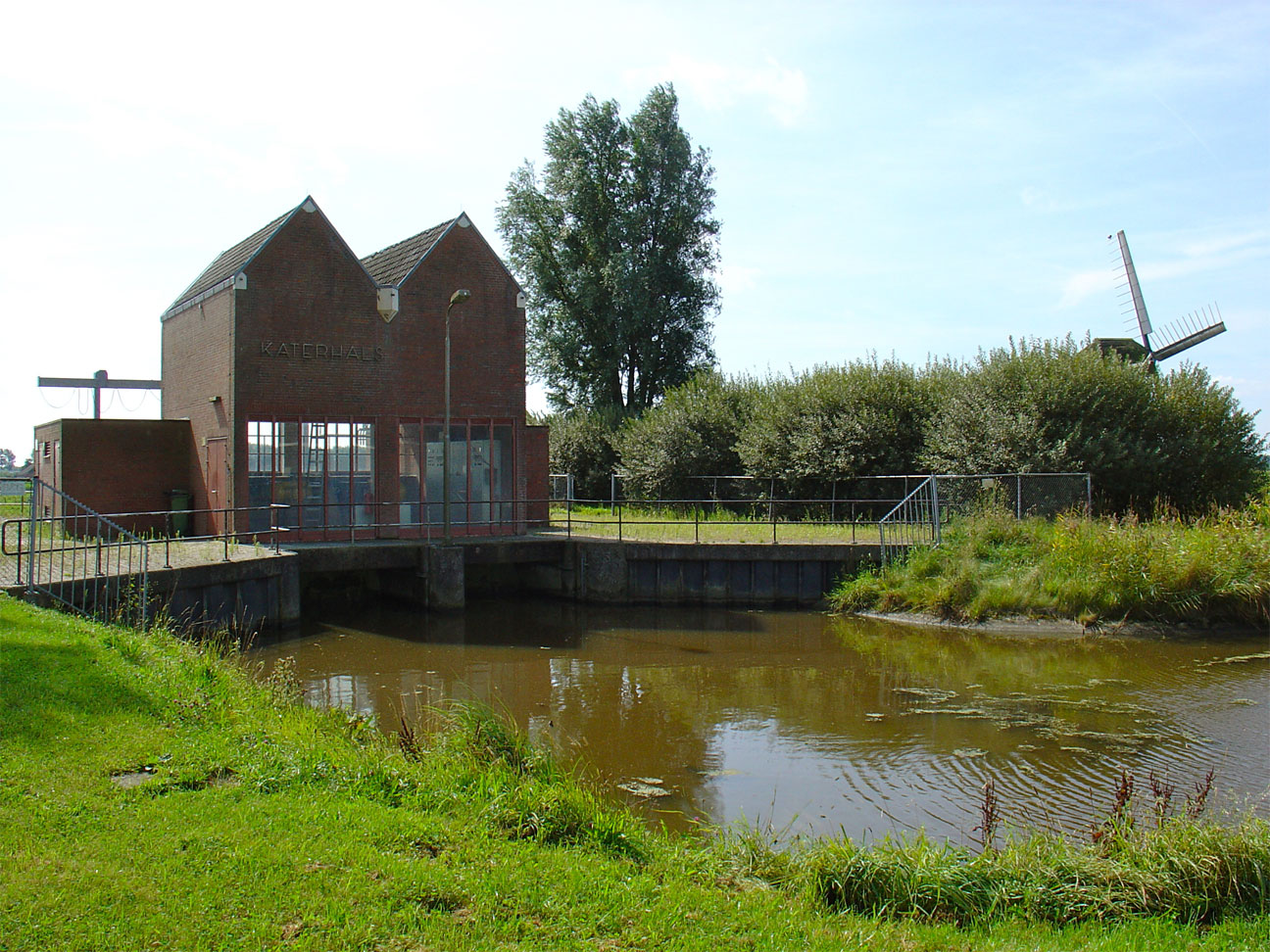
Het gemaal Katerhals in Hoeksmeer (op de achtergrond de molen Meervogel)

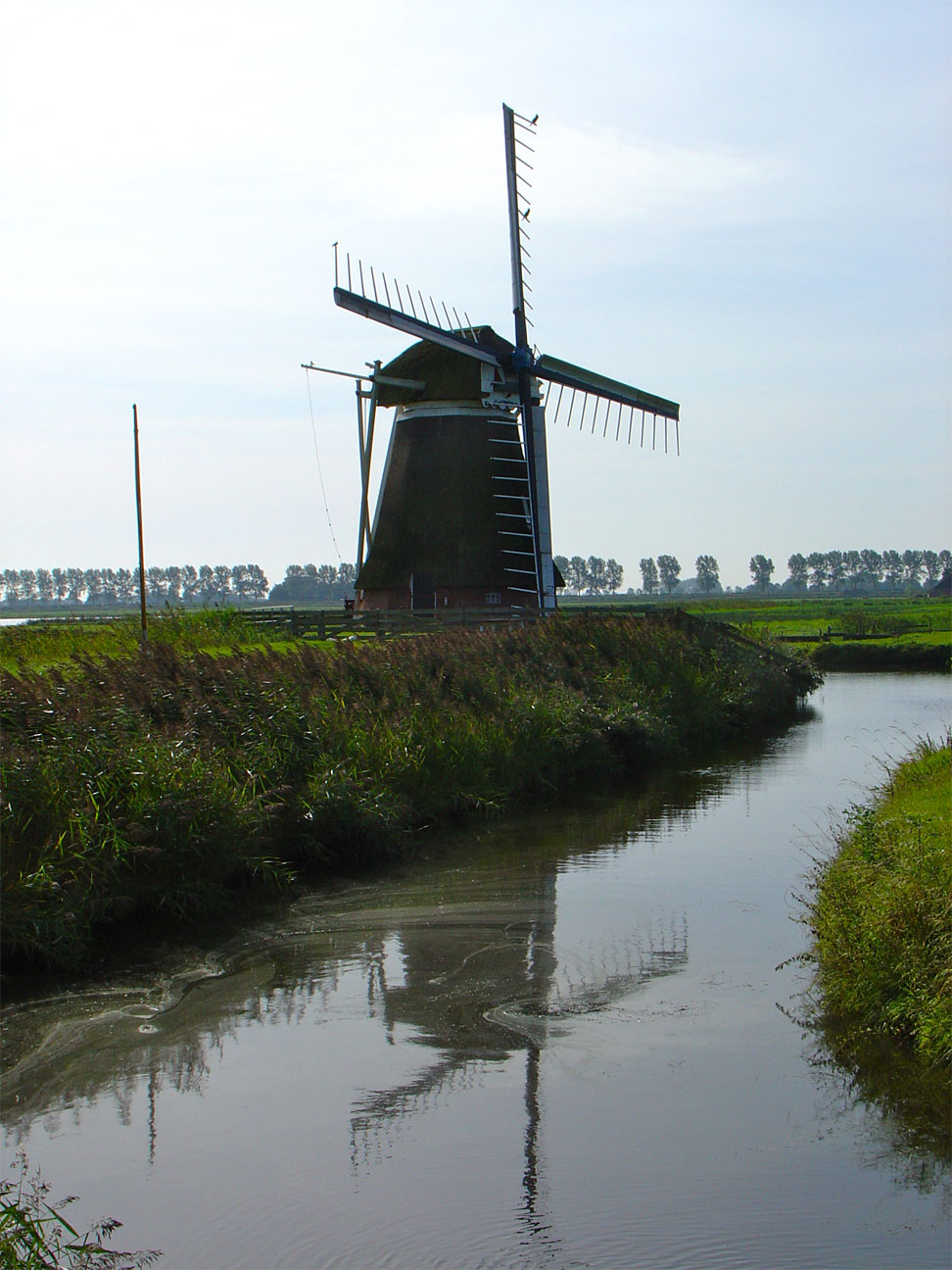
De poldermolen Meervogel in Hoeksmeer

Het Hoeksmeer (vroeger ook Noordermeer of Grote Meer) is een voormalig meer en een natuurgebied tussen Garrelsweer en het Eemskanaal in de gemeente Eemsdelta in de Nederlandse provincie Groningen. Het meer was 30,5 hectare groot. Het meer en zijn directe omgeving (130 hectare) is in beheer bij Natuurmonumenten.
Hoeksmeer is tevens een gehucht met enkele boerderijen, vroeger behorend tot het kerspel Loppersum.

## Natuurgebied Hoeksmeer
Natuurgebied Hoeksmeer is een reservaat voor weide-, water- en moerasvogels, bestaande uit graslanden, moeras, een oude kreekloop en een ondiepe plas waar onder meer de kievit, grutto en tureluur voorkomen, maar ook vogels als de krakeend en zomertaling. Tijdens de vogeltrek rusten er veel eenden en ganzen in het gebied. In de sloten leeft de driedoornige stekelbaars en de tiendoornige stekelbaars, die voedsel vormen voor lepelaars, die hier vooral in de nazomer verblijven.
De buitenste schil van het gebied wordt beheerd als een boerenweiland, omdat voor weidevogels het gras kort gehouden moet worden. Er wordt echter pas gemaaid nadat de jonge vogels volwassen zijn. Doordat de graslanden ook bemest worden, zijn er veel wormen en insecten, die op hun beurt weer voedsel voor de weidevogels vormen. Natuurmonumenten heeft het waterpeil verhoogd zodat wormen minder diep in de grond zitten, maar ook vogels als kemphaan, watersnip, zomertaling en slobeend houden van drassige gebieden.
Het centrum van het gebied met de plas en het moeras worden als rust- en foerageergebied voor water- en moerasvogels beheerd. Daarom is het niet openbaar toegankelijk. Het hele jaar door zijn er veel vogels te zien vanaf de omringende wegen. Het waterpeil fluctueert: in de winter hoog, in de zomer laag. Dit gebeurt door middel van een stuwtje dat omhoog of omlaag gezet kan worden.
De sfeer van het gebied wordt versterkt door de poldermolen Meervogel (1801) die nog in gebruik is.

## Naam
De naam Hoeksmeer is mogelijk afgeleid van het woord 'hoek', of van een persoonsnaam Hug-, Hoek of Hokke, waaruit de familienamen Hoeksema, Hoeksma, Hoekema en Hoeksum zijn ontstaan. Overgeleverd zijn de vormen Hokes mere (c. 1445), Hoxmere, Hoeckmeer, Hoixmeer en Hoechsmeer. Daarnaast komen in de vijftiende eeuw het toponiem Hokema of Huginga ham voor. De naam is mogelijk verwant met die van het riviertje de Heekt. In de directe omgeving kwamen in 1470 perceelsnamen als in de Heeckste, de Heeke en Drie Heken voor.
Omstreeks 1650 is sprake van landerijen onder Hoexum. In de directe omgeving van het Hoeksmeer vinden we verder rond 1470 de perceelsnamen inde Heeckstee of Hoeckste, de He(e)ke en Drie Heken. Mogelijk ontsprong het riviertje de Heekt in het Hoeksmeer.

## Geschiedenis

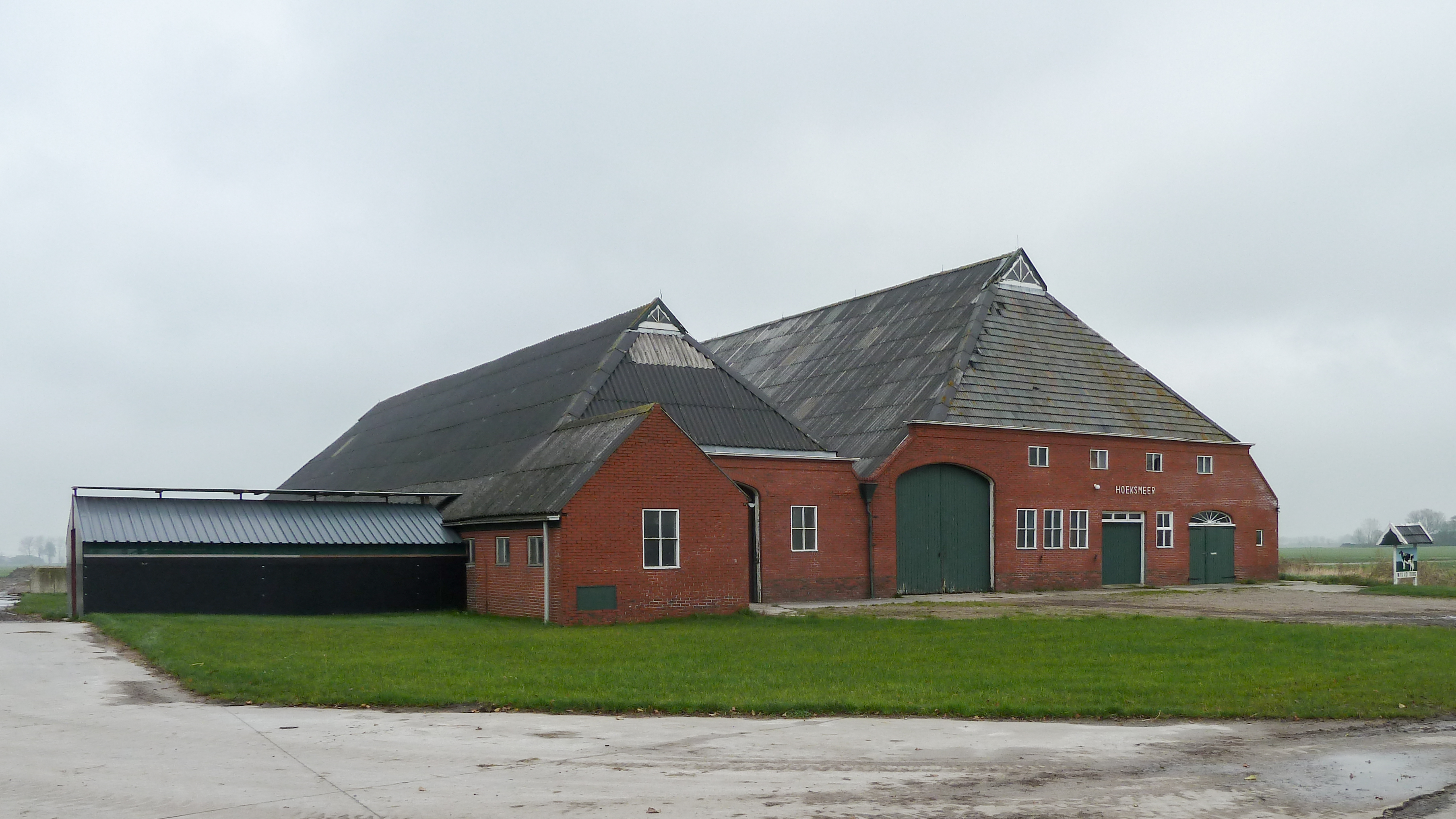
Boerderij Hoeksmeer

Het Hoeksmeer is ontstaan uit een hoogveenbank, die niet - zoals de onmiddellijke omgeving - door klei is overspoeld. Door de middeleeuwse ontginning zakte het gebied onder de zeespiegel, zodat een meertje van 33 ha ontstond, waarin het Katerhalstermaar en de Oude Wijmers uitmondden. Het verlengde van de Oude Wijmers verbond het meertje met het Damsterdiep. Daarnaast wordt het bestaan vermoed van een oudere uitwatering in de richting van Tjamsweer en de Heekt, die door de aanleg van het Damsterdiep (eind tiende eeuw) weer overbodig werd. In de negentiende eeuw werd het Hoeksmeer ook wel Noordermeer genoemd, ter onderscheiding van enkele andere meertjes in de omgeving.
De nederzetting ontstond op een inversierug aan de oostkant van het meer. Hier lag een voorwerk to Hoekes Mere oftewel uppa Ham van het klooster Bloemhof te Wittewierum. De hofmeester (bedrijfsleider) van dit voorwerk was rond 1400 tevens schepper van het Hoeksmeerster of Haemster zijleed. Daarnaast lag hier een boerderij van de Johannieter commanderij te Heveskesklooster.
De omgeving van het Hoeksmeer was moerassig. Het Wierumer Zijlboek van 1470 spreekt over het Grote Meer en daarnaast over het Kolckmeer met het omliggende Meerlant, die alle tot het bezit van Johan Rengers van Scharmer behoorden. Daarnaast bezat hij drie lage weilanden of vennen onder Wittewierum, die Reijtmeer of Reydemeer, Ganse meer of Gosemeer en Kampe meer of Kabekemeer werden genoemd. Rengers vermaakte ze in 1490 aan het klooster Ter Apel.
De buurtschap Hoeksmeer had in de zeventiende en achttiende eeuw een eigen schatregister. Daaronder vielen minstens zeven boerderijen.
De Hoeksmeersterpolder werd omstreeks 1801 gesticht. Het eigenlijke Hoeksmeer werd vanaf 1833 door twee poldermolens drooggemalen. Rond 1860 werden er jaarlijks 40.000 bossen riet geoogst, die voor het dakdekken werden gebruikt. Volgens een beschrijving uit 1873 was het meer droog en kon het 's zomers betreden worden.
Door de uitvoering van de ruilverkaveling Stedum-Loppersum werden het oorspronkelijke meer en de omringende landerijen aan de landbouw onttrokken. Tevens werd rondom een kade aangelegd, waardoor er weer een (veel) hogere waterstand kon worden gehandhaafd. De nabijgelegen molen Meervogel werd in het kader van de ruilverkaveling ook gerestaureerd.